# Pipistrel·la de l'Himàlaia
La pipistrel·la de l'Himàlaia (Pipistrellus babu) és una espècie de ratpenat de la família dels vespertiliònids. Viu a l'Afganistan, Bhutan, el nord de l'Índia, Myanmar, el Nepal, el Pakistan i la Xina. Durant molt de temps fou considerat una subespècie de P. javanicus per la seva semblança morfològica. El descriptor de l'espècie, el zoòleg britànic Oldfield Thomas, no aclarí l'etimologia del nom específic babu, que podria tenir a veure amb el mot hindi बाबू,, amb els possibles significats de ‘papa’ o ‘senyor’.